# Tournefortia
Genre
Classification phylogénétique
Ce genre a été créé par Charles Plumier sous le nom de Pittonia. Carl von Linné l'a repris et rebaptisé Tournefortia, de nouveau en hommage à Joseph Pitton de Tournefort.

## Liste des espèces
- Tournefortia argentea L. f.
- Tournefortia bicolor Sw.
- Tournefortia bojeri A. DC., 1845
- Tournefortia caribaea (A. DC.) Griseb.
- Tournefortia filiflora Griseb.
- Tournefortia hirsutissima L.
- Tournefortia laurifolia Vent.
- Tournefortia maculata Jacq.
- Tournefortia scabra Lam.
- Tournefortia volubilis L.